# Hashtag United FC
Hashtag United Football Club is een Engelse voetbalclub opgericht in 2016. Sinds de oprichting in 2016 vergaarde de club bekendheid door opnames van de wedstrijden via het medium YouTube op het kanaal van Spencer FC. Na enige tijd creëerde de vereniging haar eigen YouTube-kanaal Hashtag United. In 2018 besloot de vereniging om haar intrede in de competitie te maken. Daarmee werd Hashtag United de eerste vereniging in de geschiedenis van het voetbal die haar afkomst in YouTube heeft die in officieel competitieverband speelt.

## Geschiedenis
Hashtag United werd in 2016 opgericht door Spencer Owen en speelde aanvankelijk uitsluitend oefenwedstrijden. In 2018 kreeg de ploeg een licentie voor de Engelse voetbalpiramide, waar Hashtag begon in de Eastern Counties League, het negende niveau van Engeland. Nadat bekend werd dat Hashtag United een competitie zou betreden, nam Owen de beslissing om zijn werkzaamheden als trainer neer te leggen. Op 20 juni 2018 werd bekend dat voormalig East Thurrock-trainer Jay Devereux de nieuwe trainer van Hashtag United werd. De club werd op 20 april 2019 kampioen na een 1-1 gelijkspel tegen Hackney Wick. Hiermee verzekerden The Tags zich van promotie naar de Essex Senior League. Op 2 september 2020 speelden Hashtag United hun eerste FA-Cup wedstrijd, Deze wonnen ze met 2-1 van Park View FC.

## Stadion
Met ingang van het seizoen 2018/19 speelt Hashtag United haar thuiswedstrijden in het Len Salmon Stadium. Het stadion wordt gedeeld met Bowers & Pitsea FC, dat op het zevende niveau in Engeland uitkomt.

## eSports
Hashtag United FC beschikt ook over vijf electronic sport FIFA-spelers. In 2016 startte Spencer Owen op YouTube de serie The Spencer FC Game Academy, waar meer dan 10.000 spelers online aan meededen. De tien beste spelers namen vervolgens deel aan het hoofdtoernooi, waarbij Harry Hesketh in de finale Kieran Brown wist te verslaan. Met de zege verdiende Hesketh een eSports-contract bij Hashtag United. Sinds 22 december 2016 heeft Hesketh onder de naam Hashtag Harry een eigen YouTube-kanaal. Ook finalist Brown vergaarde na het toernooi bekendheid met zijn YouTube-kanaal Kez Brown en als eSporter van Manchester City.
Enkele maanden later werden ook de professionele FIFA-spelers Tashal Rushan en Ivan Lapanje aangetrokken, evenals Michael LaBelle uit de VS. In 2017 verlieten Rushan en LaBelle de club en werden ze vervangen door de August Rosenmeier en Ryan Pessoa.
In 2018 nam Hashtag United met drie spelers deel aan de 2018 FIFA eSports World Cup Grand Final. Lapanje en nieuweling Adam Barton overleefden daarbij de groepsfase niet, terwijl Agge Rosenmeier in de achtste finales door de latere winnaar op de PlayStation 4 Stefano Pinna werd verslagen.